# 民族共和黨
民族共和黨 （西班牙語：Partido Republicano Nacional，PRN）是哥斯大黎加的一個政黨。

## 歷史
1901年，馬克西莫·費爾南德斯·阿爾瓦拉多成立了一个組織松散的自由主义党，简称共和党。而作為三次代表黨參選的參选人是费尔南德斯本人。1910年，该党的參选人里卡多·希門尼斯·奧雷穆諾當選總統，該黨一位直選選出之總統是為阿爾弗雷多·岡薩雷斯·弗洛雷斯。在三次選舉希门尼斯後，该党还在1936年推出新參選人萊昂·科爾特斯·卡斯特羅，1940年推出拉斐爾·安赫爾·卡爾德隆·瓜迪亞，1944年推出特奧多羅·皮卡多·米查爾斯基，使該黨成为主導哥斯大黎加政治的政黨。在拉斐爾·安赫爾·卡爾德隆·瓜迪亞的领导下，该党朝着基督教民主主義和基督教社会主义的方向发展，与人民先鋒黨联合實行了该国首批社会改革。但該黨在面對對其腐败、独裁主义和投票欺诈的批评，以及1948年选举的结果時，共和黨主導的國會推翻了選舉結果。此后，该党被禁止了一段时间，其领导人卡尔德隆和皮卡多流亡在外。哥斯大黎加民主的制度恢复后，该党仍将在政治体系中发挥重要作用，但只能通过与自由主义势力联合获得权力，最终消失於1952年實質解散。